# Canotia holacantha
Canotia holacantha är en benvedsväxtart som beskrevs av John Torrey. Canotia holacantha ingår i släktet Canotia och familjen Celastraceae. Inga underarter finns listade.